# Czerkiesy (województwo łódzkie)
Czerkiesy – kolonia w Polsce położona w województwie łódzkim, w powiecie pajęczańskim, w gminie Pajęczno.
W latach 1975–1998 miejscowość administracyjnie należała do województwa częstochowskiego.
Zobacz też: Czerkiesy.